# Konstitucijos prospektas

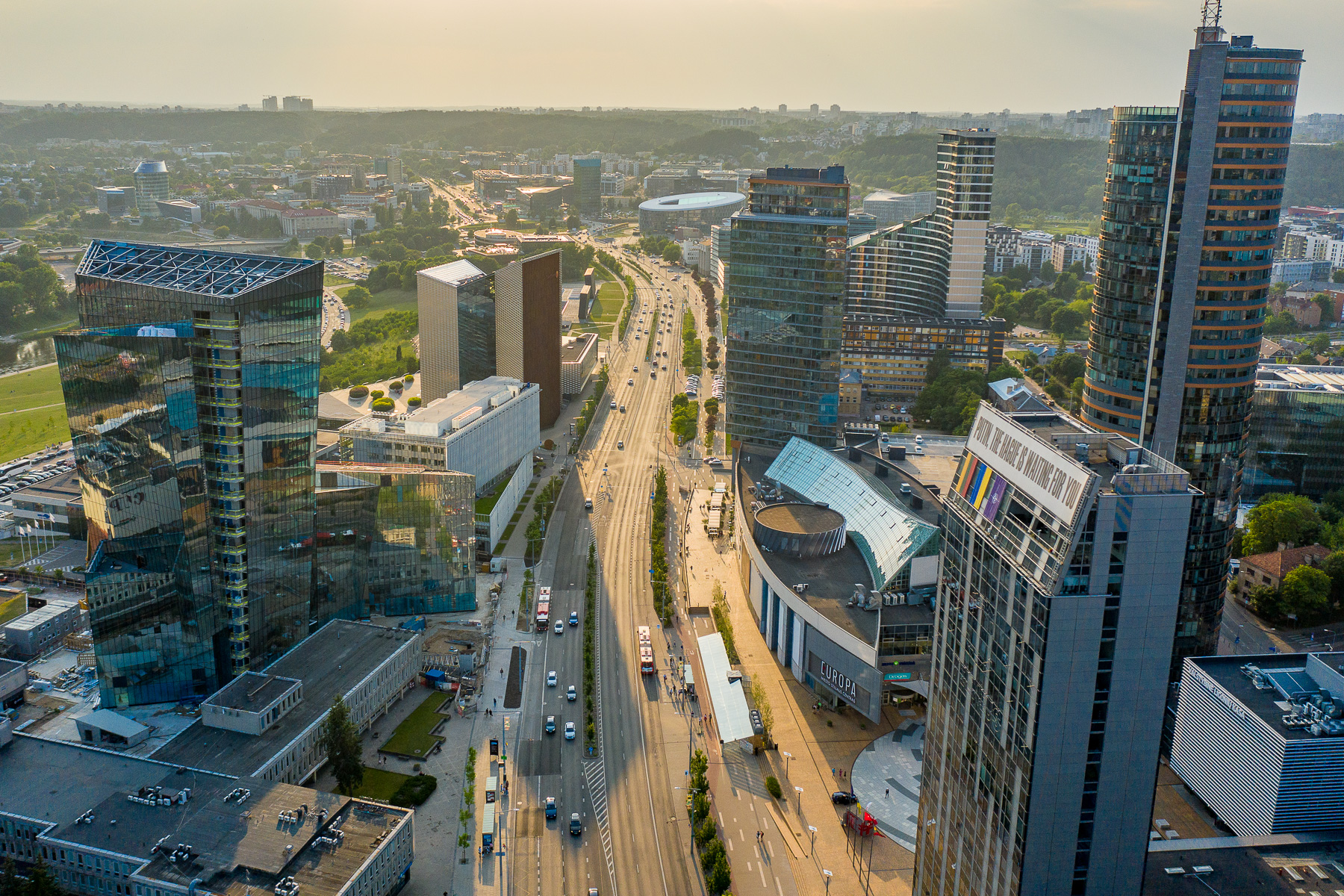
Luftbild (2020)

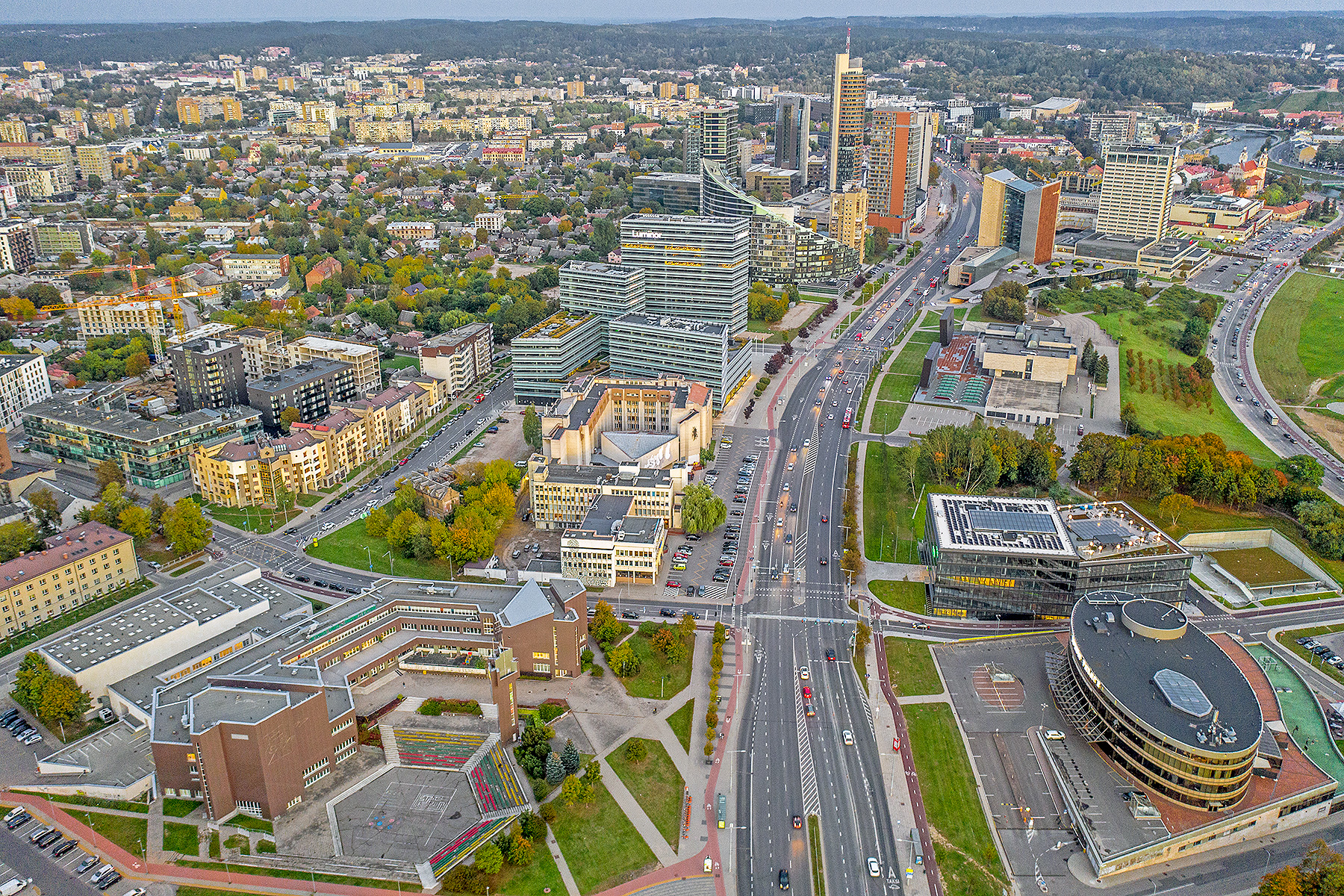
Luftbild (2020)

Konstitucijos prospektas (litauisch Grundgesetz-Allee) ist eine Avenue (Prospekt) im Stadtteil Šnipiškės der litauischen Hauptstadt Vilnius. Die Straße beginnt am Ring Saltoniškių žiedas und endet bei Kalvarijų gatvė. Bis 2002 war sie eine Strecke der Ukmergės gatvė.

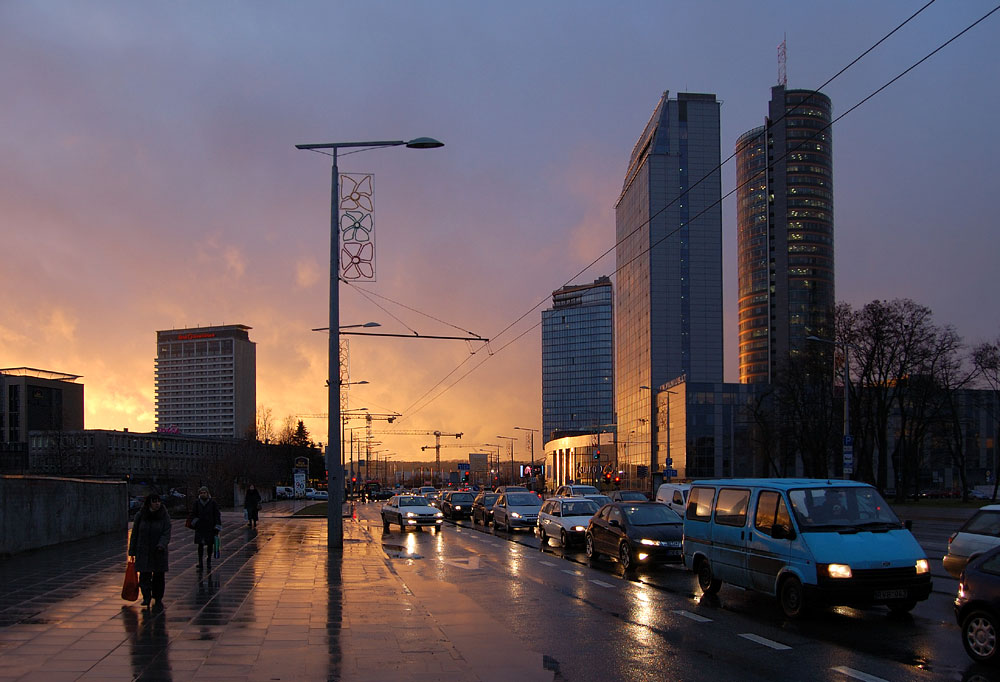
Prospekt von der Lvovo-Str. (2008)

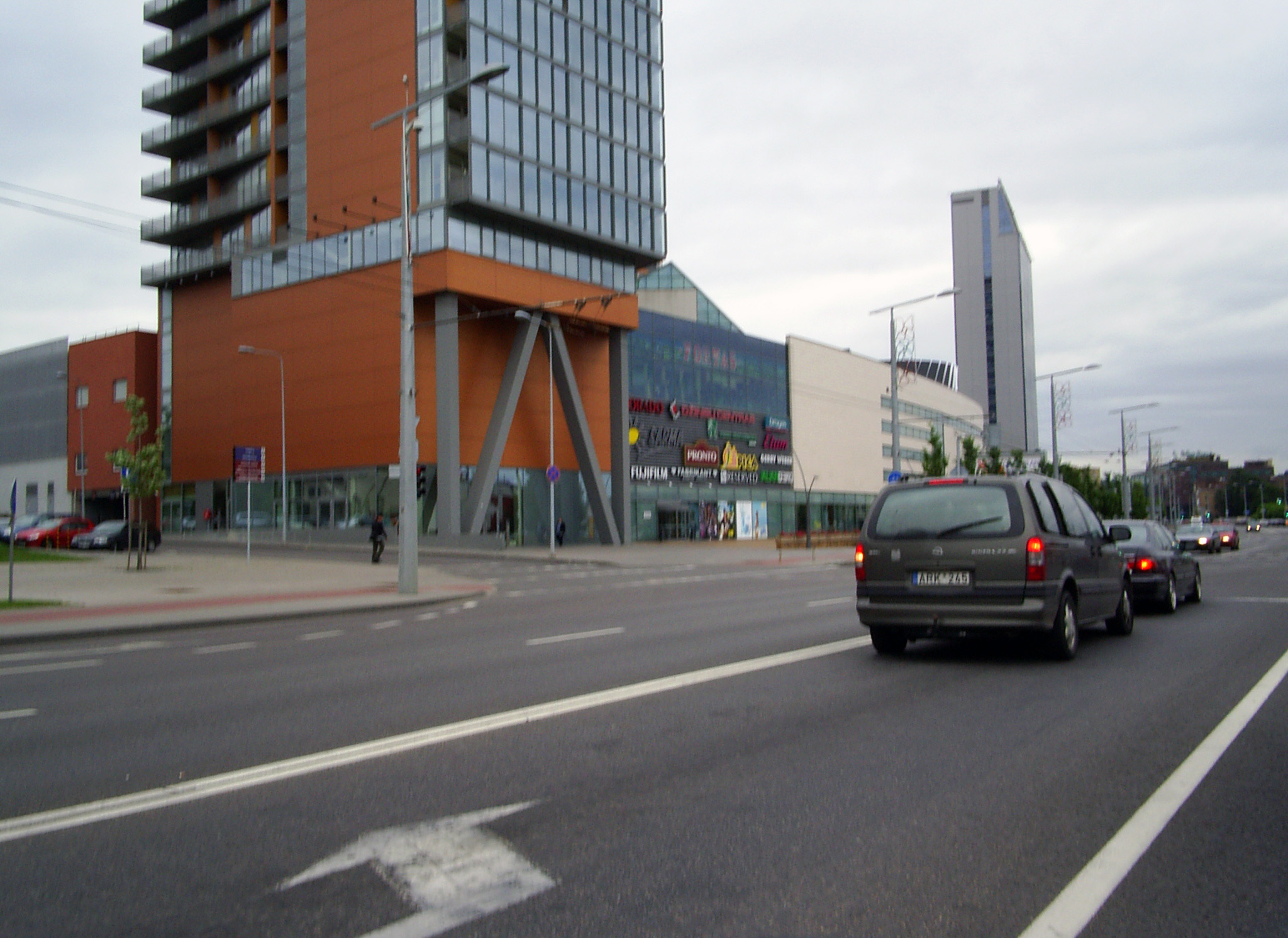
Handelszentrum „Europa“ (2007)

## Objekte
- Europa Tower
- Verwaltung der Stadtgemeinde Vilnius
- PC Europa, Handelszentrum
- Vilniaus centrinė universalinė parduotuvė, Handelszentrum
- Europos aikštė, Platz
- Sąjūdžio aikštė, Platz
- Kinder- und Jugendzentrum Litauens
- Sport-, Freizeitzentrum „Forum Palace“

## Geschichte
Aus Anlass der Feier zum 80. Jahrestag der ersten litauischen Verfassung im Jahr 2002 beschloss man die Straße diesbezüglich auszubauen.
2004 wurde der Prospekt breiter (Ausbau auf bis zu 7 Fahrspuren); man baute einige Fußgängerzonen (bis zu 20 Meter breit) sowie einen unterirdischen Parkplatz unter dem PC „Europa“.